# Kent Carlsson
Kent Carlsson (Eskilstuna, 3 gennaio 1968) è un ex tennista svedese.

## Biografia
La sua carriera è stata condizionata e frenata da ripetuti infortuni al ginocchio, che lo hanno costretto a interventi chirurgici nonché a evitare i tornei giocati su superfici dure per non danneggiare ulteriormente l'articolazione. Ha inoltre dovuto trascurare quasi completamente la disciplina del doppio.
È diventato quindi un ottimo specialista della terra rossa, unica superficie dove ha vinto tornei, nove in tutto. Ha fatto parte della squadra svedese di Coppa Davis.
Nel 1990 i problemi al ginocchio l'hanno costretto a un ritiro precoce dopo solo sette anni di carriera professionistica.

## Singolare

### Vittorie (9)
| Legenda                     |
| ATP Masters Series (1)      |
| ATP Championship Series (3) |
| ATP Tour (5)                |

| N. | Data              | Torneo                                | Superficie  | Avversario         | Punteggio               |
| 1. | 7 aprile 1986     | Hypo Group Tennis International, Bari | Terra rossa | Horacio de la Peña | 7–5, 6–7, 7–5           |
| 2. | 22 settembre 1986 | Torneo Godó, Barcellona (1)           | Terra rossa | Andreas Maurer     | 6–2, 6–2, 6–0           |
| 3. | 13 aprile 1987    | ATP Nizza, Nizza                      | Terra rossa | Emilio Sánchez     | 7–6, 6–3                |
| 4. | 8 giugno 1987     | Bologna Open, Bologna                 | Terra rossa | Emilio Sánchez     | 6–2, 6–1                |
| 5. | 11 aprile 1988    | Madrid Tennis Grand Prix, Madrid      | Terra rossa | Fernando Luna      | 6–2, 6–1                |
| 6. | 25 aprile 1988    | German Open Hamburg, Amburgo          | Terra rossa | Henri Leconte      | 6–2, 6–1, 6–4           |
| 7. | 1º agosto 1988    | Austrian Open, Kitzbühel              | Terra rossa | Emilio Sánchez     | 6–1, 6–1, 4–6, 4–6, 6–3 |
| 8. | 8 agosto 1988     | ATP Saint-Vincent, Saint-Vincent      | Terra rossa | Thierry Champion   | 6–0, 6–2                |
| 9. | 12 settembre 1988 | Torneo Godó, Barcellona (2)           | Terra rossa | Thomas Muster      | 6–3, 6–3, 3–6, 6–1      |